# Pécsi Bőrgyár
A Pécsi Bőrgyár (1948-ig Első Pécsi Bőrgyár) a 20. század második felének legnagyobb magyarországi bőrüzeme volt, míg 2009 márciusában anyagi gondok miatt végleg be nem zárták. A gyárat az 1762-ben létesült Höfler András-féle tímárságból származtatják, aki Bajorországból települt Pécsre.
A gyár főbb gyártmányai a bélésbőr (sertés színbélés, marha- és sertéshasíték bélés), a keményáru (talpbőr és egyéb keményáru) a lábbeli felsőbőr (marhabőrből box, softy és nappa, sertés nubuk, velúr és egyéb sertés felsőbőr, marhahasíték velúr) műszaki bőr (gépszíj krupon), a rostműbőr talpbélés, a ruházati bőr (sertés nappa és velúr) és a szíjazatbőr (övbőr, húzóbőr) voltak.

## Története

### Céhből az ország legnagyobb gyára

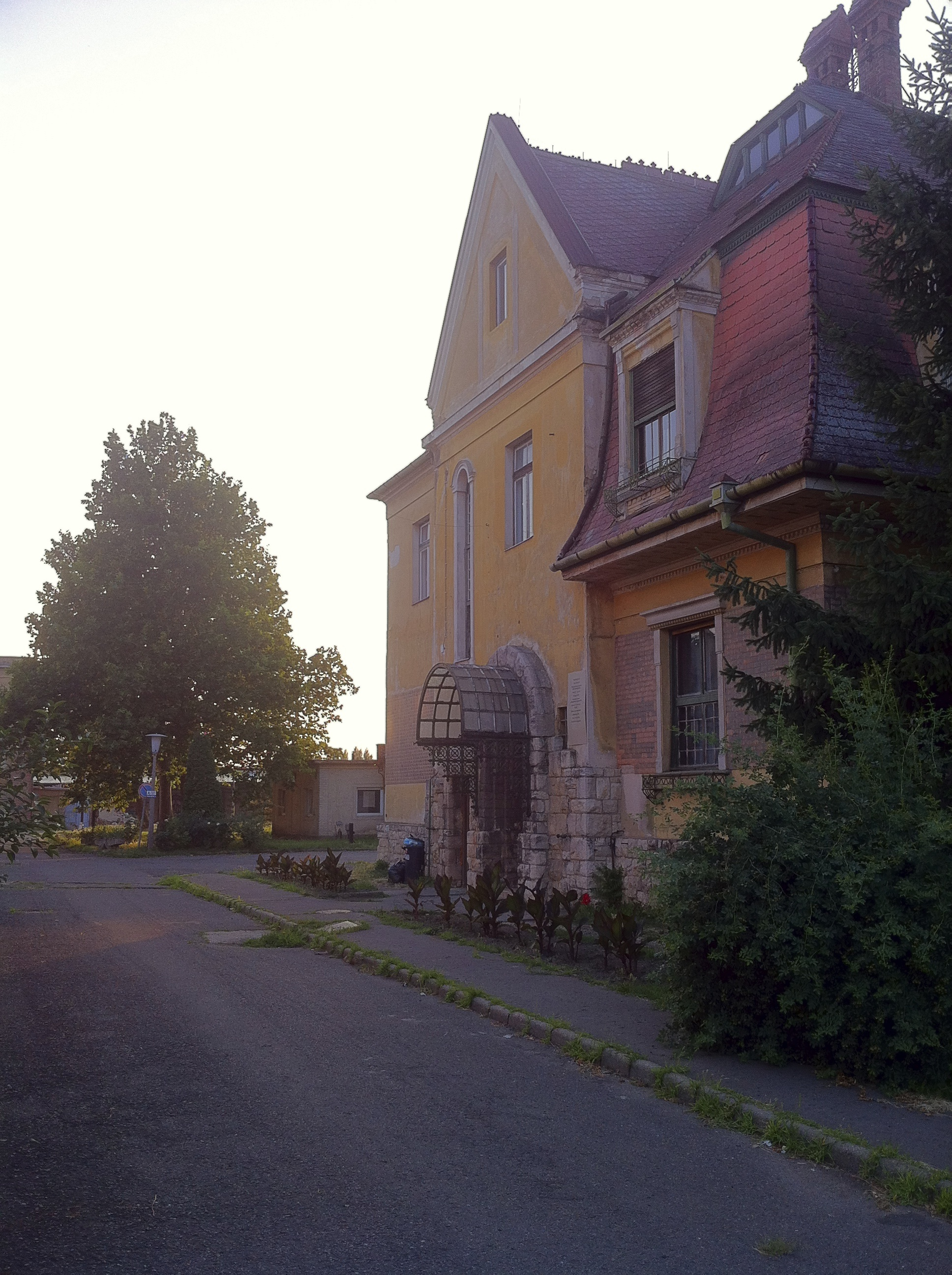
Az Első Pécsi Bőrgyár villa bejárata 2013-ban

A Pécsi Bőrgyárat a Höfler-féle tímárságból származtatják, mely a Felsőmalom utcában működött. A vizet a Tettye-forrás szolgáltatta, mely a rómaiak által égetett agyagpalából épített vezetéken érkezett. Később a törökök is ezt használtak. A Höfler-család vállalkozása gyorsan ívelt felfelé, a cégből hamarosan manufaktúra lett. 1890-ben átköltöztek a Siklósi útra és 1912-ben a bőrüzem részvénytársasággá alakult át más részvényesekkel (Róth, Erreth, Tausz család stb.) együtt. Az egykor pár fővel működő kis cég már 260 munkást alkalmazó gyárrá változott. 1925-ben a gyár részvényesei bekebelezték a pécsi gépgyárat és a vasöntödét, így lecsökkentek a gépgyár karbantartási és gépjavítási munkálatai.
A gyár termelése az 1930. évi nagy világválság idején sem csökkent. A második világháború hatására egyszerre keresettek lettek a hadsereg céljaira szolgáló bőrkészítmények, viszont csökkent az export tevékenység. A háború után a szovjet hadsereg irányítása alá került a bőrgyár Susanszky nevű főhadnagy parancsnokságával 1945. augusztus 7-éig. Az 1948. március 26-i államosítás után törölték nevéből az „Első” melléknevet. Ekkor szakosították a termelést, és az üzem élére munkásigazgatót neveztek ki. Az 1950-es és az 1960-as években a gyár termelése folyamatosan nőtt és így az ország legnagyobb bőrgyára lett.
1963. július 1-jén létrehozták az országos Bőripari Vállalatot nyolc termelő gyár bevonásával, aminek ugyan a pécsi gyár volt a legnagyobb egysége, mégsem lett a szervezet központja. 1966-1970 között új rostműbőr-gyárat építettek Pécsen, 1968-ban átadták a krómcsarnokot is, majd 1971. január 1-jén a gyár függetlenedett a központtól. Ezzel egy időben növelték a marhaboksz- és sertésbőrgyártást. 1980-ra a gyár elérte termelési mennyiségének a csúcsát. Ekkor az összlétszáma megközelítette a 2400 főt.
Az 1980-as években a cég profilja az alábbi 4 tevékenység volt: 58% marhafelsőbőr, 28% sertésbőr, 8% keményáru, 6% rostműbőrkészítés.
A Pécsi Bőrgyár vizsgálva a nyersbőr piaci árának konjunktúra ciklusait taktikai elővásárlásokkal jelentős megtakarításokat ért el, ennek összege 1984-ben húszmillió forint volt. A nyersbőárak elég szabályos, ötéves konjunktúraciklusainak ismerete alapján a Pécsi Bőrgyár akkor vásárolt nyersbőrt a nemzetközi piacon, amikor a bőrárak a ciklus mélypontján voltak, és prognosztizálni lehetett, hogy az árak emelkedni fognak. Ezt a vásárlást taktikai elővásárlásnak nevezték.

### Leépülés és megszűnés

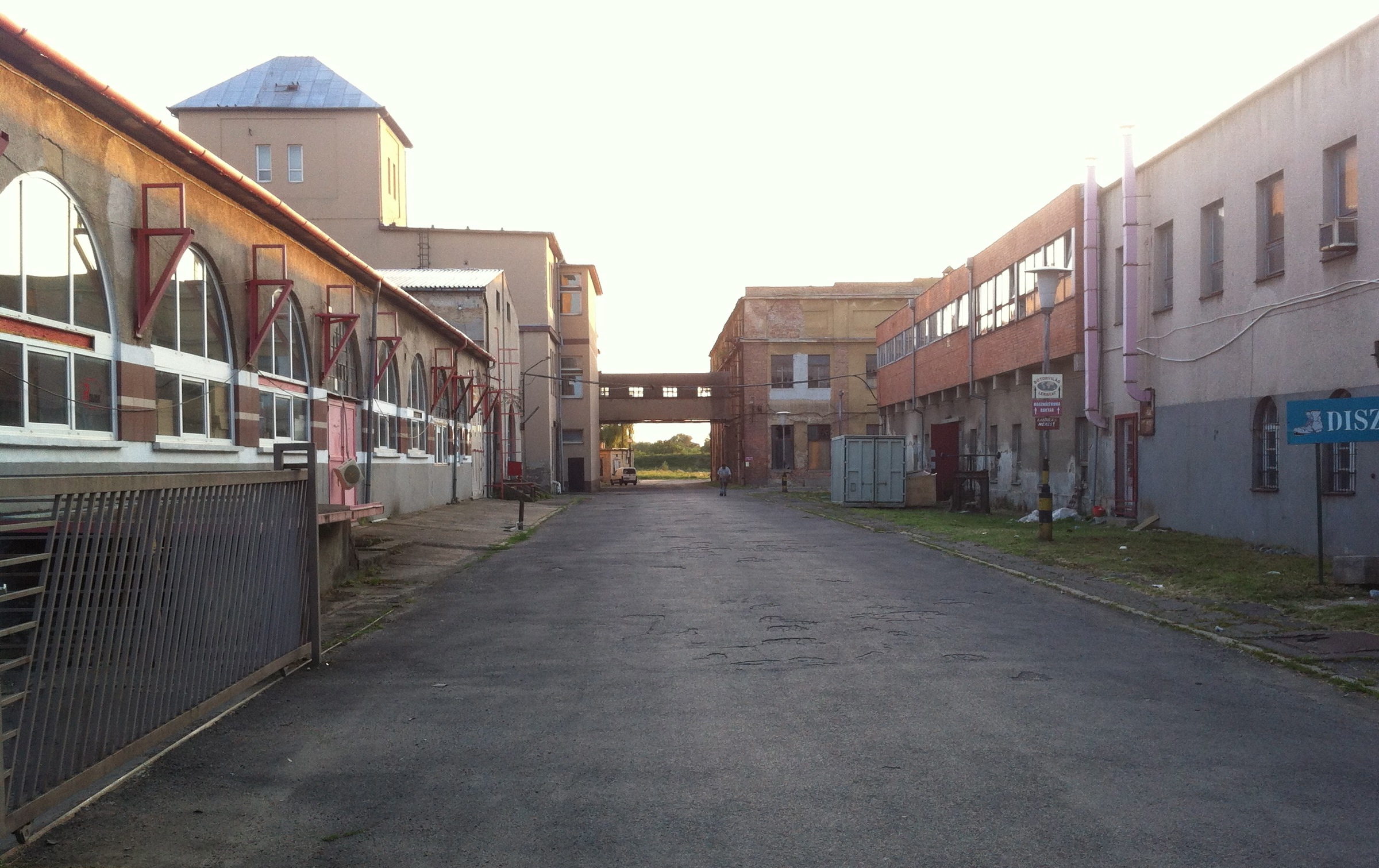
Az Első Pécsi Bőrgyár autós bejárata 2013-ban

1991-ben kivált a gyárból a gépjavító részleg és ugyanebben az évben önálló lett a Rostműbőrgyár is. Négy évvel később egy spanyol cég megvásárolta a Sertésbőrgyártó részleget, és az ezt követő évben a korábbi Pécsi Bőrgyár megszűnt. Néhány évig a területén létesítményfenntartási feladatokat láttak el, de 2009 márciusára jogilag is felszámolták.   A termelés az utóbbi években főleg finanszírozási okokból – a több ezer négyzetméter, feleslegessé vált épület fenntartási költségei miatt – csökkent.
A gépek, berendezések legtöbbjét értékesítették, a dolgozókat elküldték. A termelés a későbbi években főleg finanszírozási okokból csökkent.
2019-ben a Janus Pannonius Múzeum gyűjteményébe került Jakab Antal (1929–2019), gyár egykori munkatársának jelentős, felbecsülhetetlen eszmei értékű hagyatéki anyagának egy része. Ebben éppúgy fellelhetők a fotózáshoz, előhíváshoz használt eszközök (fényképezőgép, nagyítógép, vetítőgép, film vágó-ragasztó gép, montázsasztal, saját tervezésű precíziós mérleg stb.), a különféle időszakokból származó hivatalos levelek, nyomtatványok, feljegyzések, Jakab Antal személyéhez kötődő okiratok, oklevelek, a bőripari szakmáról körképet adó értékes szakkönyvek, gazdag tematikát felölelő fotóanyag, valamint az 1960-as, 1970-es évekből származó pécsi filmhíradók, továbbá aranyozáshoz, könyvkötéshez használt kellékek. A hagyatéki anyag nem szerepel a JPM Várostörténeti Múzeumának kiállításában, de ugyanott előzetesen kért engedéllyel kutatható. A múzeum aktuális kiállításaiban hasznosíthatja a bemutatott gyűjteményi egység értékes darabjait.